# Willi Reimann
Pour les articles homonymes, voir Reimann.
Willi Reimann est un footballeur ouest-allemand puis allemand né le 24 décembre 1949 à Schwagstorf. Il évoluait au poste d'attaquant.

## Biographie

### Joueur
Willi Reimann commence sa carrière au TuS Bremerhaven en 1968
De 1970 à 1974, il est joueur du Hanovre 96.
Le 22 septembre 1973, il se met en évidence en étant l'auteur d'un triplé en championnat lors de la réception du Bayern Munich, permettant à son équipe de l'emporter 3-1. Reimann inscrit un total de 15 buts en Bundesliga cette saison là.
Il rejoint le Hambourg SV en 1974.
Avec Hambourg, il remporte la Coupe d'Allemagne de l'Ouest en 1976.
En Coupe des vainqueurs de coupe la saison 1976-77, Reimann joue neuf matchs et inscrit quatre buts, dont un doublé en quart de finale retour contre le MTK Budapest et un but en demi-finale retour contre l'Atlético de Madrid. Il est titulaire lors de la finale remportée 2-0 contre le RSC Anderlecht.
Il est sacré Champion d'Allemagne en 1979.
Lors de la campagne de Coupe des clubs champions en 1979-80, il dispute 7 matchs. Il inscrit un but en quart de finale aller contre le Hajduk Spli. Il est titulaire durant la finale contre Nottingham Forest perdue 0-1,.
Après un passage au Canada sous les couleurs du Calgary Boomers (en), il raccroche les crampons en 1981.
Le bilan de la carrière de Willi Reimann s'élève à 287 matchs disputés en Bundesliga, pour 93 buts inscrits, 44 matchs en Coupes d'Europe, avec 16 buts marqués, et enfin 29 matchs en Coupe d'Allemagne (neuf buts).

### Entraîneur
Reimann entreprend une carrière d'entraîneur après sa carrière de joueur.

## Palmarès
Hambourg SV
| - Championnat d'Allemagne de l'Ouest (1) : - Champion : 1978-79. - Coupe d'Allemagne de l'Ouest (1) : - Vainqueur : 1975-76. |  | - Coupe des clubs champions : - Finaliste : 1979-80. - Coupe des vainqueurs de coupe (1) : - Vainqueur : 1976-77. |